# ТЕС Сафі
ТЕС Сафі — теплова електростанція, яка споруджується на атлантичному узбережжі Марокко біля порту Сафі. Розрахована на використання вугілля, ТЕС Сафі буде першою в країні спорудженою за технологією ультрасуперкритичного парового циклу. По завершенні будівництва стане другою за потужністю електростанцією Марокко після ТЕС Джорф-Ласфар.
Проект вартістю 2,6 млрд доларів США реалізується консорціумом у складі французької GDF SUEZ, японської Mitsui та місцевої Nareva Holding. Фінансування забезпечується рядом банків, як то Японський банк міжнародного співробітництва, Ісламський банк розвитку та місцеві марокканські фінансові установи Attijari Wafabank і Banque Centrale Populaire. Генеральним підрядником будівництва, що розпочалось у 2015 році, стала південнокорейська корпорація Daewoo. Введення в експлуатацію заплановане на 2018 рік.
Станцію обладнають двома паровими турбінами потужністю по 693 МВт виробництва Mitsubishi Hitachi Power Systems. Для охолодження використовуватимуть морську воду.
Постачання електростанції паливом забезпечуватиме вугільний термінал, що будується в порту Сафі.